# Saint George River
La rivière Saint George est une rivière du Maine, dont le bassin hydrographique a 225 square miles (580 km2), dans une région unique et historique de montagnes, côtes, lacs, courants de marée et calanques. La source de la rivière Saint George est l'émissaire du Saint George Lake ( 44° 23′ 42″ N, 69° 18′ 41″ O
de la 44° 23′ 42″ N, 69° 18′ 41″ O
) à Liberty. La rivière suit un parcours sinueux de 45 milles (72,4 km) au sud de Thomaston, où la rivière se jette dans l’estuaire et coule environ sur 12 miles vers le sud-ouest jusqu'à Muscongus Bay, formant la frontière entre Cushing et St. George .

## Établissement autochtone
Les Paléoaméricains sont apparus pour la première fois dans la région de la rivière Saint-George vers 7 300 ans av. J.-C. On en sait peu sur l'histoire des Paléoaméricains dans cette région.
Les Indiens Wawenock ou Walinakiak résidaient sur les rives de la rivière Saint-George au contact de l’Europe en 1605. Les Indiens Wawenock étaient l'une des quatre tribus apparentées des Abénaquis, qui habitaient le centre et le sud-est du Maine. Walinakiak signifie "Peuple des baies".
Comptant environ 10 000 personnes en 1500, la tribu Wawenock a été décimée par une série d’épidémies cours du XVIe siècle et au cours du XVIIe siècle, tombant à environ 1 000 personnes à la fin de la Révolution américaine.
Le capitaine Weymouth captura deux membres de la tribu Wawenock en 1605 et un Wawenock fut envoyé d'Angleterre en 1607 à bord du Don de Dieu ou du John & Mary de la Plymouth Company.
Le Wawenock, le long du Saint George's, vivait de produits cultivés, notamment de citrouilles, de maïs et de haricots, ainsi que de poissons, de crustacés et de gibier. Un grand amas coquillier à Wawenock (Damariscotta) remonte à 2200 ans. Weymouth a observé cet amas en 1605.

## Règlement européen
Le capitaine de l’Archange, George Weymouth, a effectué en mai le premier débarquement européen documenté sur l’île Monhegan, dans le bas estuaire de la rivière Saint-George le 17 mai 1605. Le 11 juin 1605, Weymouth mena une exploration nocturne de l'île Monhegan qui aboutit à l'identification d' « a most excellent river », que Weymouth nomma Saint George.
En 1606 et 1607, la Plymouth Company envoya des navires s’installer dans la région, mais les colons de la colonie de Popham et ceux qui s’installèrent le long de la rivière Kennebec revinrent en Angleterre en 1608. 127 ans s'écouleront avant que des établissements permanents européens s'installent de nouveau sur la rivière Saint George. En 1630, John Leverett, de Boston, envoya cinq commerçants établir un poste de traite dans l’estuaire de Saint George, à 5 miles en dessous du lieu-dit « the head of the tide ». Le poste de traite a duré plusieurs années et est tombé dans l'une des guerres indiennes de 1650.
En 1735, Samuel Waldo, de Boston, ayant acquis l'essentiel des terres situées à l'embouchure de la rivière Saint-George, encouragea 35 familles à s'établir dans la région connue sous le nom de St. George, créant ainsi le premier établissement européen permanent sur la rivière En 1760, 175 familles vivaient le long de l'estuaire.

## Voir également
- Liste des rivières du Maine